# Episodi di Hercules (terza stagione)
La terza stagione della serie televisiva Hercules, composta da 22 episodi, è stata trasmessa in prima visione negli Stati Uniti dal 30 settembre 1996 al 12 maggio 1997.
| nº | Titolo originale                   | Titolo italiano                      | Prima TV USA      | Prima TV Italia |
| -- | ---------------------------------- | ------------------------------------ | ----------------- | --------------- |
| 1  | Mercenary                          | Hercules e i mostri della sabbia     | 30 settembre 1996 |                 |
| 2  | Doomsday                           | Hercules e Dedalo                    | 14 ottobre 1996   |                 |
| 3  | Love Takes a Holiday               | Iolao e Venere                       | 14 ottobre 1996   |                 |
| 4  | Mummy Dearest                      | Hercules contro la mummia            | 21 ottobre 1996   |                 |
| 5  | Not Fade Away                      | Hercules e il mostro di fuoco        | 28 ottobre 1996   |                 |
| 6  | Monster Child in the Promised Land | Hercules e il figlio di Echidna      | 4 novembre 1996   |                 |
| 7  | The Green-Eyed Monster             | Hercules contro Cupido               | 11 novembre 1996  |                 |
| 8  | Prince Hercules                    | Hercules e la memoria perduta        | 18 novembre 1996  |                 |
| 9  | A Star to Guide them               | Hercules e il sogno premonitore      | 9 dicembre 1996   |                 |
| 10 | The Lady and the Dragon            | Hercules contro il drago             | 13 gennaio 1997   |                 |
| 11 | Long Live the King                 | Iolao al servizio del re             | 20 gennaio 1997   |                 |
| 12 | Surprise                           | Hercules e il frutto guaritore       | 27 gennaio 1997   |                 |
| 13 | Encounter                          | Hercules e la donna cervo            | 3 febbraio 1997   |                 |
| 14 | When a Man Loves a Woman           | Le nozze di Hercules                 | 10 febbraio 1997  |                 |
| 15 | Judgement Day                      | Hercules e la riconquista dei poteri | 17 febbraio 1997  |                 |
| 16 | The Lost City                      | Iolao e la città sepolta             | 24 febbraio 1997  |                 |
| 17 | Les Contemptibles                  | Hercules eroe senza tempo            | 7 aprile 1997     |                 |
| 18 | Reign of Terror                    | Hercules e il regno del terrore      | 14 aprile 1997    |                 |
| 19 | The End of the Beginning           | Hercules e la pietra del tempo       | 21 aprile 1997    |                 |
| 20 | War Bride                          | Hercules e la principessa            | 28 aprile 1997    |                 |
| 21 | A Rock and a Hard Place            | Hercules e il fuggiasco              | 5 maggio 1997     |                 |
| 22 | Atlantis                           | Hercules e l'isola di Atlantide      | 12 maggio 1997    |                 |

## Hercules e i mostri della sabbia
- Titolo originale: Mercenary
- Diretto da: Michael Hurst
- Scritto da: Robert Bielak

### Trama
Hercules è in una galea diretta a Sparta per scortare Derk Petronicus al processo che lo vede come imputato: è un mercenario, colpevole di aver ucciso un uomo di nome Lycus. Si scatena una tempesta, e Hercules si risveglia su una spiaggia, la galea non è riuscita ad affrontare la tempesta e ora è distrutta, Hercules estrae dal suo braccio un pezzo di legno che gli si era conficcato. Tuttavia, indebolito dalla ferita, Derk ne approfitta per metterlo al tappeto e fuggire nel bosco. Alcuni briganti, vedendo la galea distrutta, credendo erroneamente che trasportasse dell'oro, si mettono sulle tracce di Hercules e Derk dando per scontato che i due stiano trasportando l'oro. Hercules raggiunge Derk e i due si affrontano, Derk mette Hercules in difficoltà dato che quest'ultimo ha un braccio ferito, comunque Hercules lo sconfigge e gli lega le braccia, Hercules lo costringe a scavare in un pozzo in modo da trovare dell'acqua dato che quella del lago lì vicino è contaminata, ma non serve a niente, infatti l'acqua trovata da Derk scavando nel terreno è troppo salata. Hercules con un legno rovente riesce a disinfettare la ferita al braccio. Derk confessa a Hercules che suo padre era solo un contadino, non volendo seguire le sue orme ha scelto la vita del mercenario. Hercules e Derk si incamminano nel deserto, Derk si libera delle funi e tenta di uccidere Hercules, ma lo scontro tra i due viene interrotto da un mostro che emerge dalla sabbia, Hercules e Derk trovano rifugio su una roccia, infatti lì sono al sicuro dato che il mostro può muoversi solo sulla sabbia. Hercules nel pozzo aveva visto delle uova schiuse, capendo che quel mostro è uscito da una di quelle uova. Derk è sorpreso da come Hercules si stia prodigando per portarlo a Sparta, infatti Hercules vuole che Derk paghi davanti alla legge per l'omicidio da lui commesso, la vittima era un conoscente di Hercules. Derk gli confessa che a commissionargli l'omicidio di Lycus è stata una donna, Lycus era colpevole di averle ucciso i figli. Derk rimette a posto il braccio di Hercules, quest'ultimo accetta di portare Derk dalla moglie e dai figli prima di condurlo a Sparta. I briganti raggiungono Hercules e Derk, ma vengono divorati vivi dai mostri del deserto. Hercules uccide uno dei mostri con un pilastro di pietra, poi lui e Derk si mettono a correre, sapendo che i mostri li seguiranno, Derk e Hercules poi corrono l'uno contro l'altro e i mostri si avventano contro di loro, ma i due uomini si spostano all'ultimo momento facendo in modo che i mostri si uccidano tra di loro. Hercules e Derk raggiungono la spiaggia e prendono la barca dei briganti. Hercules porta Derk a trovare la moglie e i loro tre figli, Hercules si mette a giocare con loro mentre Derk preferisce non vederli, spiega alla moglie che intende andare a Sparta e affrontare il proprio processo sperando che i figli non prendano il suo esempio. Hercules porta Derk a Sparta dove le autorità competenti lo condannano a morte senza nemmeno processarlo, infatti lo ritengono semplicemente colpevole in contumacia. Hercules è allibito dalla superficialità con cui è stata emessa la condanna a morte benché Derk sia comunque colpevole. Proprio quando Derk sta per essere impiccato, Hercules lo aiuta a fuggire da Sparta, ha scelto di salvargli la vita solo perché trovava ingiusto il modo in cui la condanna a morte era stata emessa, in maniera tutt'altro che equanime, tuttavia Hercules impone a Derk di tornare dalla moglie e dai figli e di provvedere a loro con un lavoro onesto, infine i due si salutano da buoni amici.
- Guest star: Jeremy Roberts (Derkus 'Derk' Petronicus), Michael Mizrahi (Ratface), Sarah Smuts-Kennedy (Kara), Neil Duncan (Sordis), Philip Jones (Trayus), Paul Willis (Marcus).

## Hercules e Dedalo
- Titolo originale: Doomsday
- Diretto da: Michael Lange
- Scritto da: Brian Herskowitz

### Trama
Hercules conosce una storiografa di nome Katrina la quale gli rivela che Dedalo (inventore e caro amico di Hercules) ha perso suo figlio Icaro, ormai morto già da sei mesi. Hercules, ora che è venuto a conoscenza della tragedia, va a trovare Dedalo nella città di Euboea, accompagnato suo malgrado da Katrina, durante il tragitto vedono alcuni uomini che si accaniscono contro dei contadini usando delle armi simili a balestre giganti, tuttavia Hercules riesce a sconfiggerli. Icaro è morto usando una delle invenzioni di Dedalo, quest'ultimo affranto dal rimorso ha trovato consolazione nella compagnia del signore della guerra Nikolos che gli ha fornito i mezzi per portare a termine le sue invenzioni. In passato Nikolos e Hercules sono stati nemici, quest'ultimo pur sconfiggendolo decise di risparmiargli la vita. Hercules scopre che gli uomini che prima aveva affrontato erano i soldati di Nikolos, le balestre giganti le aveva costruite Dedalo. Quest'ultimo, anche dopo aver saputo come Nikolos usa le sue invenzioni, non sembra provare nessun senso di colpa. Dedalo sta lavorando a un esperimento che consiste nell'usare dei cristalli che generano combustione quando entrano a contatto con la luce. Dedalo costruisce un'armatura gigante chiamata Megolith, a indossarla Falafel, uno degli uomini di Nikolos, che la usa per affrontare Hercules, che comunque riesce a batterlo. Dedalo, non accettando che Nikolos volesse usare una sua invenzione per fare del male all'amico, si rivolta contro di lui, e distrugge il laboratorio che Nikolos gli aveva messo a disposizione. Falafel si prepara a usare un altro Megolith, ancora più forte del precedente, che tramite i cristalli può generare delle fiamme, però Nikolos decide di usare lui stesso l'armatura contro Hercules, che questa volta non è abbastanza forte da vincere. Katrina dà a Hercules una palla modellabile creata da Dedalo, a Hercules viene un'idea e lancia la palla nello sfiatatoio da dove fuoriescono le fiamme del Megolith, col risultato che il Megolith esplode uccidendo Nikolos. Dedalo promette a Hercules che da ora cercherà di usare le sue invenzioni per aiutare la gente, ritenendolo il modo migliore per onorare il ricordo di Icaro.

## Iolao e Venere
- Titolo originale: Love Takes a Holiday
- Diretto da: Charlie Haskell
- Scritto da: Noreen Tobin e Gene O'Neill

### Trama
Venere è stanca di essere la dea dell'amore, quindi decide di cambiare vocazione, col risultato che adesso le donne senza l'amore trattano gli uomini con ostilità. Intanto il dio del fuoco Vulcano addolorato a causa della sua solitudine, che lui stesso imputa al suo aspetto poco affascinante, viene convinto dal suo servo Iago a prendere in sposa una donna di nome Leandra, che già in passato lo aveva rifiutato, col risultato che Vulcano fece sparire sia Leandra che tutto il villaggio dove lei viveva, insieme agli altri cittadini, ovvero il villaggio di Syllabus. Iago afferma che adesso Leandra probabilmente accetterebbe la sua proposta di matrimonio, tra l'altro Vulcano non ha mai voluto costringerla a sposarlo. Vulcano fa riapparire Syllabus e i suoi abitanti compresa Leandra, quindi Iago impone ai cittadini di Syllabus di consegnare Leandra in sposa a Vulcano, spiegando loro che quest'ultimo fece sparire il villaggio insieme a tutti loro cinquanta anni fa, nessuno tra gli abitanti di Syllabus ha avvertito lo scorrere del tempo. Iago e i suoi uomini catturano Leandra che però viene salvata da Iolao, di conseguenza Iago per giustificare il suo fallimento a Vulcano gli fa credere che a impedirgli di portare al suo cospetto Leandra è stato un intero gruppo di briganti. Leandra è preoccupata per la sparizione di suo figlio, è solo un bambino, lei è rimasta vedova dopo che il marito morì durante una battaglia, la stessa nella quale è morto il nonno di Iolao, lei crede che siano trascorsi solo due anni da quella battaglia, ma in realtà Iolao è consapevole che ne sono trascorsi più di cinquanta. Vulcano manda un'armatura animata a combattere contro Iolao che infatti viene sconfitto mentre Iago cattura Leandra. Gli abitanti di Syllabus spiegano a Iolao che il figlio di Leandra si chiama Skouros, è il nome del padre di Iolao, gli abitanti di Syllabus gli rivelano che loro così come tutto il villaggio sono stati fatti sparire da Vulcano per cinquanta anni, quando ciò avvenne Skouros si era allontanato dal villaggio, ora hanno capito che questo gli impedì di essere colpito dalla maledizione. Venere decide di diventare una guerriera eroica, dunque aiuta Iolao a fare irruzione nella fucina di Vulcano, la dea combatte contro il dio del fuoco che però riesce a catturarla, mentre Iolao fugge con Leandra. Venere, mentre è prigioniera di Vulcano, scopre che quest'ultimo è sempre stato innamorato di lei, lui desidera sposare Leandra solo perché in qualche modo le ricorda Venere. Intanto Iolao rivela a Leandra di essere suo nipote, ormai sono trascorsi cinquanta anni che lei però non è riuscita ad avvertire per via della maledizione di Vulcano, Skouros era un guerriero ed è morto in battaglia. Venere, in qualche modo affascinata dai sentimenti genuini che Vulcano prova per lei, cerca di fargli capite che Iago non fa altro che manipolarlo alimentando le sue paranoie, in ogni caso Vulcano ha deciso di non sposare più Leandra, inoltre non è più sua intenzione maledire Syllabus e libera Venere. Intanto Iolao e Leandra vengono raggiunti dalle armature animate di Vulcano, ma Iolao le getta in un lago rendendole inoffensive. Iago affronta Iolao usando lo scudo di forgiato da Vulcano che lo rende invisibile, riuscendo a mettere in difficoltà Iolao, tuttavia Iolao riesce a ucciderlo. Leandra e Iolao si abbracciano, anche se lei è triste sapendo che non rivedrà mai più suo figlio, vede comunque nel nipote un uomo di cui può andare orgogliosa. Venere decide di tornare a essere la dea dell'amore, e le donne tornano a provare nuovamente affettività per gli uomini, inoltre ora Venere e Vulcano sono diventati una coppia.

## Hercules contro la mummia
- Titolo originale: Mummy Dearest
- Diretto da: Anson Williams
- Scritto da: Melissa Rosenberg

### Trama
In Egitto un uomo profana un sarcofago, Anuket (la principessa egiziana) raggiunge la Grecia insieme ai suoi uomini comandati dalla sua guardia del corpo Keb che attaccano Hercules che comunque riesce a batterli. Anuket voleva solo mettere alla prova Hercules, infatti vuole il suo aiuto, il sarcofago che è stato profanato è stato portato in Grecia e lei deve riportarlo in Egitto, al suo interno c'è la mummia del defunto faraone Ishtar. Hercules non ha nessuna intenzione di aiutarla avendola presa in antipatia, Anket è una donna altezzosa oltre che irrispettosa nei confronti dei propri schiavi, sebbene sia evidente che tra lei e Hercules ci sia dell'attrazione. Anuket spiega a Hercules che con il sarcofago aperto la mummia riprenderà a vivere e se dovesse uccidere una persona nutrendosi della sua linfa vitale diventerà inarrestabile, nel sarcofago c'è anche un ankh, solo con quello è possibile controllare la mummia. Hercules viene attaccato da alcuni guerrieri egizi, sconfiggendoli, per poi arrabbiarsi con Anuket dando per scontato che sia stata lei a mandarli, ma la principessa si discolpa, non lavoravano per lei, intuisce però che si trattava degli uomini di Sokar, un sacerdote egizio che desiderava averla in sposa, ma lei lo rifiutò. Anche Sokar si trova in Grecia in questo momento. Intanto, il sacerdote egizio fa uccidere l'uomo che ha rubato la mummia immergendolo nella cera calda, dopo averlo costretto ad ammettere che ha venduto il sarcofago a Salmoneo, il quale al suo interno ha trovato oltre alla mummia anche l'ankh. Sokar si presenta da Salmoneo e gli ruba l'ankh, la mummia riprende a vivere, mentre Sokar rapisce Anuket. Inoltre il sacerdote egizio costringe Hercules ad affrontare la mummia: quello che vuole è che la mummia uccida il semidio per poi assorbire la sua linfa vitale; con l'ankh controllerà la mummia trasformandola nell'arma con cui conquisterà l'Egitto. Hercules combatte contro la mummia, intanto Anuket ruba l'ankh a Sokar, il quale poi tenta di ucciderla, ma Keb protegge la principessa, col risultato che Sokar lo accoltella. La mummia, completamente fuori controllo, si accanisce contro Sokar e lo uccide assorbendo la sua forza vitale, tuttavia Hercules getta la mummia nella cera calda. Keb muore, ma non prima che Anuket, commossa dal suo sacrificio, gli renda la libertà, adesso ha capito quanto sia importante rispettare la vita degli altri, promettendo a Hercules che quando tornerà in Egitto abolirà la schiavitù. Hercules e Anuket si salutano con un romantico bacio, mentre la mummia è apparentemente inoffensiva ora che è intrappolata nella cera seppur non del tutto morta.

## Hercules e il mostro di fuoco
- Titolo originale: Not Fade Away
- Diretto da: T.J. Scott
- Scritto da: John Schulian

### Trama
Hercules, accompagnato da Iolao, torna nel suo villaggio per rendere omaggio alla memoria della moglie e dei figli, proprio lì Giasone e Alcmena li aspettano, ma Giunone scaglia dei fulmini contro il villaggio scatenando un incendio; Hercules e Iolao aiutano gli abitanti a spegnere le fiamme. Hercules trova inammissibile che Giove non faccia nulla per opporsi all'insensata brama distruttiva di Giunone. Iolao, capendo che il ricordo della moglie e dei figli rendono Hercules fin troppo triste, decide di lasciarlo un po' da solo, e davanti alle tombe dei suoi cari, Hercules si ricongiunge con Giasone e Alcmena. Intanto nel tempio di Giunone fa la sua comparsa un altro Giustiziere, è molto simile alla prima, già sconfitta da Hercules, ma mentre lei traeva forza dall'elemento dell'acqua, questa invece usa l'elemento del fuoco. I soldati di Giunone portano con la forza gli abitanti di un villaggio che non hanno versato i tributi a Giunone al cospetto del Giustiziere, quest'ultimo uccide uno di loro mettendo ben in chiaro che se i villaggi non si sottometteranno a Giunone il Giustiziere li distruggerà. Il Giustiziere raggiunge Iolao e lo affronta, quest'ultimo è totalmente impotente davanti alla sua superiorità, lei cerca di costringerlo a rivelarle dove si trova Hercules (dato che desidera eliminarlo) ma Iolao non intende dirle niente, e lei lo picchia brutalmente, ma senza mai dargli il colpo di grazia. Iolao con le sue ultime forze raggiunge Hercules, Giasone e Alcmena, ormai gli resta poco da vivere e mette in guardia Hercules spiegandogli che un Giustiziere persino più forte di quello che lui aveva già distrutto gli sta dando la caccia. Iolao muore tra le braccia di Hercules, quest'ultimo non può accettare la morte del suo amico, e si mette a urlare a gran voce il nome Plutone, il quale porta nell'Averno sia Hercules che Iolao, ma solo quest'ultimo da morto. Hercules chiede a Plutone e Persefone di riportare in vita Iolao, ma Plutone si rifiuta di farlo non ritenendo giusto interferire nell'equilibrio tra la vita e la morte dato che Iolao è stato ucciso perché tale era il suo destino. Persefone supplica Plutone di riconsiderare la sua posizione ricordandogli che è stato merito di Hercules se loro due ora possono stare insieme, seppur per soli sei mesi l'anno. Plutone accetta di riportare in vita Iolao, ma solo a due condizioni: Hercules deve vendicare Iolao uccidendo il Giustiziere prima del tramonto e dovrà farsi aiutare dal Giustiziere dell'acqua che il nostro eroe aveva ucciso. Plutone riporterà in vita il Giustiziere dell'acqua il tempo necessario affinché lei aiuti Hercules. In cambio il Giustiziere dell'acqua avrà un'anima e potrà accedere ai Campi Elisi. Persefone mostra a Iolao la Grotta delle Ceneri, un purgatorio per i guerrieri che sono morti senza aver ricevuto sepoltura, non trovano la pace e lì continuano a credere di essere ancora in battaglia, proprio lì Iolao incontra suo padre Skouros, mettendosi a litigare con lui: egli ha sempre consacrato la sua vita alla battaglia perché non ha mai trovato il coraggio di essere presente come padre e marito, rivelandogli che sua madre è più felice con il suo attuale sposo di quanto non lo fosse insieme a lui. Hercules, Giasone e il Giustiziere dell'acqua affrontano i soldati di Giunone, mentre il Giustiziere del fuoco rapisce Alcmena, a quel punto il Giustiziere dell'acqua la mette in salvo affrontando la sua rivale tagliandole la mano destra, ma dal suo braccio fuoriesce una lingua di fuoco con la quale trafigge il Giustiziere dell'acqua, che muore, ma non prima che Hercules la ringrazi per aver salvato Alcmena riconoscendola come sua amica. Iolao ritiene di essere stato troppo severo nel giudicare suo padre, ma Skouros ammette che suo figlio aveva ragione, adesso Skouros ammette che ormai combattere non gli interessa più, di conseguenza Plutone ritiene che adesso è pronto per raggiungere i Campi Elisi. Giasone desidera aiutare Hercules ad affrontare il Giustiziere, ma Hercules preferisce affrontarla da solo, combattendo contro di lei nel tempio di Giunone, lo scontro tra i due è molto combattuto, Hercules le trafigge il ventre con una spada, e dalla ferita fuoriescono delle fiamme, poi Hercules usando uno scudo respinge le fiamme del Giustiziere che si ritorcono contro di lei, uccidendola. Hercules ha mantenuto la promessa fatta a Plutone e quindi Iolao torna in vita, mentre Skouros e il Giustiziere dell'acqua trovano insieme la pace nei Campi Elisi. Infine Hercules, insieme a Iolao, Alcmena e Giasone, rende omaggio alla tomba della moglie e dei figli.

## Hercules e il figlio di Echidna
- Titolo originale: Monster Child in the Promised Land
- Diretto da: John T. Kretchmer
- Scritto da: John Schulian

### Trama
Klepto prende servizio come servo del signore della guerra Lout, ma dato che Klepto si rivela un incapace, Lout lo caccia via. Hercules e Iolao ricevono un messaggio da Echidna e Tifone: hanno avuto un figlio e lo hanno chiamato Obie (abbreviazione di Obstetrius). Una delle arciere di Giunone reclama Obie in nome nella dea, che desidera che il piccolo, una volta cresciuto, la possa servire, ma Echidna la caccia via non perdonando Giunone per aver condotto alla morte gli altri suoi figli. Hercules e Iolao decidono di andare a trovare Echidna e Tifone, ma Klepto ascolta la loro conversazione, e quindi ruba a Iolao il messaggio recapitato, batte sul tempo lui e Hercules andando a trovare Echidna e Tifone e si presenta a loro come un amico di Hercules. Le serve di Giunone propongono a Lout un'alleanza: se le aiuterà a rapire Obie in nome di Giunone il piccolo mostro sarà suo e potrà usare Obie per conquistare la Grecia. Lout è ignaro però che Klepto ha già rubato Obie ai suoi genitori per consegnarglielo. Quando Hercules e Iolao raggiungono Echidna e Tifone giurano di non conoscere Klepto, così sia Tifone che Echidna capiscono di essere stati ingannati. Hercules e Tifone vanno alla ricerca di Klepto, intanto quest'ultimo si è ormai affezionato a Obie. Lout, dopo aver saputo che Klepto intendeva consegnargli Obie, lo costringe a darglielo, mentre l'arciera di Giunone che prima aveva parlato con Echidna, torna da lei per mettere in chiaro che Obie ora appartiene a Giunone, ma Iolao distrugge l'arco della serva di Giunone in modo da mandarla via. Hercules e Tifone trovano Klepto il quale si è già pentito di aver consegnato Obie a Lout, quindi li conduce nel suo covo per salvare il piccolo mostro. Lout usa la violenza contro Obie in modo da stimolare la sua aggressività, arriva poi Hercules che sconfigge gli uomini di Lout oltre a eliminare le arciere di Giunone. Obie attacca Hercules, ma non appena il piccolo sente la voce di suo padre si calma rivelandosi una creatura dolce e mansueta. Lout attacca Hercules, ma quest'ultimo lo uccide. Tifone, Hercules e Klepto tornano da Echidna con il piccolo Obie, e nonostante gli errori che Klepto ha commesso, Echidna e Tifone lo perdonano.

## Hercules contro Cupido
- Titolo originale: The Green-Eyed Monster
- Diretto da: Charles Braverman
- Scritto da: Steven Baum

### Trama
Venere chiede a Hercules di parlare con suo figlio Cupido, di recente è diventato irrequieto tanto che è da settimane che disubbidisce al suo ordine di usare le sue frecce dell'amore su una ragazza, vorrebbe che fosse Hercules a discutere con lui dal momento che tra tutti i suoi zii è quello che ammira di più. Hercules parla con Cupido il quale gli confessa che è stufo dell'egoismo di sua madre, tra l'altro gli spiega che la ragazza che dovrebbe colpire con una delle sue frecce dell'amore è Psiche, in effetti Hercules la conosce fin da quando era piccola essendo un caro amico di suo padre Holidus. Venere è semplicemente invidiosa della bellezza di Psiche: per questo vuole che Cupido la faccia innamorare in modo che Psiche possa sposarsi e non sia più corteggiata. Effettivamente sia Psiche che Holidus sono sempre più stufi dei corteggiatori sempre più insistenti. Venere ha capito che la riluttanza di Cupido nel voler fare innamorare Psiche di un uomo è dovuta al fatto che lui stesso si è innamorato di lei, Venere cerca di scoraggiarlo dal seguire i propri sentimenti in quanto lei ritiene che il fascino dei mortali dura solo quando loro sono nel vigore della propria gioventù, ma poi inesorabilmente invecchiano. Hercules decide di andare a Corinto a trovare Giasone e Alcmena, ma prima va a fare una visita a Holidus e Psiche. Proprio quando Cupido stava per usare una delle sue frecce su Psiche per farla innamorare di uno dei suoi corteggiatori, litigando con Venere finisce inavvertitamente col colpire Hercules con la freccia, e quando quest'ultimo guarda Psiche si innamora di lei. Hercules le chiede di sposarlo e lei accetta vista la stima che prova per lui, oltre al fatto che Hercules è pronto ad abbandonare l'avventura pur di starle accanto. Quando Hercules e Psiche si baciano sotto lo sguardo di Cupido, quest'ultimo sopraffatto dalla gelosia, si trasforma in un mostro dagli occhi verdi e rapisce Psiche. Hercules parla con Venere, ormai ha capito che è stata una delle frecce di Cupido a farlo innamorare di Psiche, a quel punto Venere spiega a Hercules che il mostro che ha catturato Psiche è Cupido: in passato Giunone aveva un amante, ma Venere riuscì a portarglielo via seducendolo, quindi Giunone per punirla maledì Cupido condannandolo a trasformarsi in un mostro qualora si fosse innamorato di una mortale e non fosse stato capace di contenere la sua gelosia. Venere spiega a Hercules che questa è stata la prima volta che Cupido si è trasformato, se dovesse farlo altre due volte la trasformazione sarà permanente. Venere ha capito che Cupido deve aver portato Psiche nel Tempio di Efesto, dato che è uno dei luoghi preferito di Cupido. Quest'ultimo, tornato normale, si scusa con Psiche per averla spaventata, arriva Venere la quale decide di accontentare il capriccio di Cupido: gli consentirà di usare su Psiche una delle sue frecce dell'amore così potrà farla innamorare di lui, ma Cupido si rifiuta di manipolarla con un sortilegio, Psiche ascolta la conversazione, colpita dai sentimenti sinceri che Cupido prova per lei. Hercules intanto rievoca il ricordo della defunta moglie Deianeira, il suo grande amore, riuscendo a spezzare il sortilegio di Cupido, adesso non è più innamorato di Psiche. Venere offre da bere a Psiche da un calice in modo da farle un incantesimo. Hercules affronta i servi di Cupido, i satiri, ma riesce a sconfiggerli, a quel punto Cupido si trasforma per la seconda volta in un mostro, lui e Hercules si affrontano, ma poi Cupido torna normale quando l'incantesimo che Venere ha fatto a Psiche inizia a fare effetto: Psiche si trasforma in una donna anziana. Cupido, che nonostante tutto la ama ancora, vuole stare al suo fianco. Venere capisce di aver esagerato, e dietro consiglio di Hercules offre a Psiche l'ambrosia trasformandola in una dea, così Psiche torna a essere bella e giovane: ora Psiche e Cupido possono stare insieme. Psiche ringrazia sia Hercules che Venere, mentre Cupido porge a Hercules le sue scuse per come si è comportato, Hercules gli chiede semplicemente di non trasformarsi più nel mostro. Infine Cupido porta Psiche con sé nel Monte Olimpo.

## Hercules e la memoria perduta
- Titolo originale: Prince Hercules
- Diretto da: Charles Siebert
- Scritto da: Robert Bielak (sceneggiatura) e Brad Carpenter (soggetto)

### Trama
Un'anziana coppia diretta nel regno di Castus viene aggredita da un gruppo di briganti, ma Hercules e Iolao intervengono e li sconfiggono, poi i due si dividono dato che Hercules preferisce scortare i due anziani fino a Castus. Intanto Pernassa, la crudele regina di Castus, ora che suo figlio Mileus è morto, ha bisogno di un nuovo erede, e dunque essendo lei una devota di Giunone, le chiede aiuto. La regina degli Dei scaglia un fulmine contro Hercules facendogli perdere la memoria, arriva poi Lonius, capo dei soldati di Castus, che si rivolge a Hercules chiamandolo Mileus. Pernassa e Lonius, infatti, vogliono fare di Hercules il principe di Castus approfittando del fatto che lui ha perso la memoria e facendogli credere di essere il defunto Mileus. Il popolo di Castus è devoto a Giunone, evidentemente quest'ultima ritiene che il modo migliore per punire Hercules sia trasformarlo a sua insaputa in un suo servo. Tutti gli abitanti di Castus devono far credere a Hercules che lui è Mileus, e Lonius ha il compito di azzittire chiunque tenti di rivelargli la verità. Intanto Hercules conosce Kirin, la vedova di Mileus, la quale finge di essere sua moglie, e conosce anche i suoi figli, Protos e Macareus, i due erano molto piccoli quando il padre morì, e infatti credono che Hercules sia veramente Mileus. Hercules si mette a giocare con i due bambini affezionandosi velocemente a entrambi. Kirin si sente in colpa nei confronti di Hercules, costretta a mentirgli su ordine della suocera, che ha minacciato di ucciderle i figli in caso di un eventuale rifiuto di Kirin. Pernassa è della convinzione che con un semidio come principe di Castus, il regno potrà espandere ulteriormente i confini del suo potere. Iolao, dopo aver saputo da un uomo che Hercules è diventato il principe di Castus, va lì intenzionato a chiarire la situazione, ma gli uomini di Lonius lo attaccano, Iolao li affronta ma lo scontro viene interrotto da Hercules, che credendo che Iolao sia una spia di un regno nemico, lo colpisce con un pugno. Iolao cerca di far recuperare la memoria a Hercules, ma nulla di ciò che gli racconta rievoca in lui dei ricordi; senza l'aiuto di Hercules, Iolao viene catturato dai soldati di Lonius e rinchiuso in una cella. Kirin inizia a innamorarsi di Hercules, catturata dalla sua gentilezza, lui infatti è molto diverso rispetto a Mileus, e finisce per fare l'amore con il semidio. Adesso Kirin ha capito che non può continuare a manipolare Hercules e decide di aiutarlo, liberando Iolao dalla sua cella. Intanto Hercules si prepara per la cerimonia che lo vedrà diventare un servo di Giunone dinanzi al monumento della dea, ma durante i preparativi arrivano Kirin e Iolao, quest'ultimo pronuncia il nome di Deianeira, la defunta moglie di Hercules, risvegliando i suoi ricordi tra cui quello dell'odiata Giunone. Hercules e Iolao affrontano i soldati di Pernassa, sconfiggendo sia loro che Lonius, mentre Pernassa cerca di uccidere Kirin, ma finisce col far cadere il monumento di Giunone che le crolla addosso uccidendola. Adesso che Pernassa è morta, Hercules convince i soldati di Castus ad arrendersi, dato che di fatto ora è Kirin la regina di Castus. Hercules lascia Castus, sebbene Protos e Macareus vorrebbero che restasse, Hercules li saluta con affetto, ormai è evidente che lui e Kirin si amano sinceramente, ma Hercules viaggiando di avventura in avventura non sarebbe capace di essere il marito di cui lei ha bisogno, specialmente ora che Kirin deve regnare su Castus. Hercules promette a Kirin e ai suoi figli che verrà a trovarli, infine Hercules e Kirin si baciano, entrambi non scorderanno mai l'amore che li ha uniti.

## Hercules e il sogno premonitore
- Titolo originale: A Star to Guide them
- Diretto da: Michael Levine
- Scritto da: John Schulian (soggetto e sceneggiatura) e Brian Herskowitz (sceneggiatura)

### Trama
Il solstizio d'inverno è alle porte, e Iolao spiega a Hercules che ultimamente inizia a interrogarsi sul proprio destino, pur amando dividere la sua vita con Hercules e sostenerlo nelle sue avventure, vorrebbe però fare qualcosa di più concreto e significativo nella sua vita. Intanto Polonius, il sovrano di Bethos, torna nel suo regno da Delfi spiegando a sua moglie Maliphone (la quale è in stato di gravidanza) che consultandosi con l'oracolo è stato predetto che proprio in questo anno nel regno di Bethos nascerà colui che un giorno lo governerà. Maliphone non ha dubbi sul fatto che si tratti del bambino che porta in grembo, tuttavia Polonius le spiega che stando a quanto ha detto l'Oracolo di Delfi il futuro regnante non sarà il figlio di Maliphone. Quest'ultima non potendo accettare che a suo figlio venga tolto il diritto di regnare su Bethos, propone al marito di uccidere l'infante predestinato, ma è necessario scoprire chi siano i bambini nati nel regno proprio in questo anno. Iolao fa uno strano sogno, e quando si risveglia ha le mani arrossate, stranamente è felice e sente ora di aver trovato lo scopo che stava cercando, per qualche motivo vuole raggiungere il nord senza però una meta precisa, Hercules pur non capendo le motivazioni del suo amico, decide di seguirlo. Hercules e Iolao conoscono Trinculos e Uris, le loro mani sono arrossate come quelle di Iolao, hanno fatto tutti e tre lo stesso sogno, sentendo l'esigenza di andare verso nord, oltre al fatto che durante il viaggio trovano elementi che avevano visto nel loro sogno, come se si fosse trattato di una premonizione. Uris sta fuggendo con sua moglie Loralei dato che hanno un bambino di pochi mesi, infatti Maliphone e Polonius hanno costretto tutti gli abitanti delle province di Bethos che hanno avuto un bambino nato proprio in questo anno a cedergli i loro figli con la scusa che ciò ha che vedere con il censimento, ma Uris e Loralei sapendo che stavano mentendo si sono rifiutati di consegnare ai sovrani il loro bambino. Polonius e Maliphone temono che le madri dei neonati pur di proteggerli non sarebbero disposte a rivelare la vera data di nascita dei figli, così Maliphone decide di farli uccidere tutti, ma prima che l'infanticidio venga compiuto, intervengono Hercules, Iolao, Uris e Trinculos che fanno irruzione nel castello, tuttavia Maliphone essendo devota a Giunone, può contare sui servi della dea, ovvero i guerrieri di fuoco. Uris, Trinculos e Iolao sconfiggono i soldati di Polonius, mentre Hercules affronta i guerrieri di fuoco che lo mettono in difficoltà, ma poi il semidio li elimina scoprendo che è possibile distruggerli quando entrano a contatto gli uni con gli altri. Polonius cerca di uccidere Uris, ma quest'ultimo viene salvato da Trinculos che uccide Polonius. Adesso che Maliphone non ha più nessuno ad aiutarla, viene esiliata da Bethos, tuttavia la malvagia regina fa tenere presente che lei è ancora la sovrana e che il bambino che sta aspettando ha diritto in futuro al trono. Iolao le fa notare però che non c'è la certezza assoluta che lei dia alla luce un maschio, infatti Polonius è morto e Hercules, appellandosi alle leggi di Bethos le ricorda che nel caso il sovrano muoia senza aver avuto un figlio maschio, spetterà al popolo di Bethos eleggere il prossimo re. Hercules vede nel cielo una stella e infatti il sogno di Iolao si concludeva con Hercules che veniva illuminato da una luce, infatti si tratta della luce di quella stella, Hercules intuisce che Iolao, Uris e Trinculos devono proprio seguire quella stella, e così i tre uomini si incamminano insieme a Hercules, la stella li conduce verso una stalla dove sentono i vagiti di un bambino appena nato, chiaramente è lui il futuro sovrano di Bethos. Anche se Hercules vuole vedere il bambino, lascia che Iolao, Uris e Trinculos lo precedano intuendo che questa nascita possa rappresentare la svolta più importante nella storia del genere umano.

## Hercules contro il drago
- Titolo originale: The Lady and the Dragon
- Diretto da: Oley Sassone
- Scritto da: Eric Estrin e Michael Berlin

### Trama
Hercules e Iolao devono aiutare gli abitanti del regno di Laurentia assediati dagli uomini di Adamis, un signore della guerra. Quest'ultimo venne sconfitto in passato da Hercules e Iolao proprio a Laurentia, dopo la sua sconfitta venne mandato in esilio a Tarsus, ma dopo dieci anni è ritornato. Adamis non è il solo problema, di recente un drago ha ucciso alcuni guerrieri, gli stessi che aiutarono Iolao e Hercules a sconfiggere Adamis la prima volta, l'ultima vittima del drago è stata Zachariah, che durante lo scontro di dieci anni fa salvò la vita a Iolao. Quest'ultimo intanto conosce Cynea, la compagna di Zachariah, da subito Iolao rimane affascinato da lei, promettendole che vendicherà il suo compagno. Hercules però esorta Iolao a non essere avventato, per ora Hercules non se la sente di affrontare il drago, infatti trova sospettoso che la creatura abbia ucciso quei guerrieri, dato che è notorio che i draghi non sono aggressivi e che uccidono solo per nutrirsi. Il drago si chiama Braxus, è molto giovane, parla il linguaggio umano e collabora con Adamis, infatti i draghi abitano nella terra di Tarsus dove Adamis è stato esiliato, lì ha imparato a conoscerli e a studiarli, ha manipolato Braxus facendogli credere che i guerrieri che lo esiliarono erano colpevoli della morte della madre di Braxus, e ha portato il giovane drago a Laurentia con la scusa di volerlo tenere nascosto dagli assassini della madre. Adamis ha mentito a Braxus facendogli credere che coloro che hanno ucciso la madre lo hanno trovato e dunque ha messo il drago nella posizione di ucciderli. Ormai gli ultimi due guerrieri contro cui deve ancora vendicarsi sono Hercules e Iolao, lui vuole che muoiano a Laurentia proprio perché è lì che dieci anni prima lo umiliarono. Intanto un bambino, armato di spada, sfida Braxus finendo col cadere da un precipizio, ma Braxus lo salva e da questo gesto Hercules capisce che il drago non è una creatura malvagia. Iolao, andando contro il volere di Hercules, decide di andare nella tana di Braxus e di ucciderlo, Cynea gli regala un suo fazzoletto e lui lo lega all'impugnatura della propria spada. Hercules affronta gli uomini di Adamis sconfiggendoli, poi va nella grotta di Braxus dove Iolao sta già affrontando il drago, i due combattono insieme e Hercules riesce a rendere Braxus inoffensivo. Hercules ha notato i cadaveri dei guerrieri che Braxus aveva ucciso dietro manipolazione di Adamis, a quel punto Hercules fa notare a Iolao le spade che i guerrieri avevano usato contro il drago, che sono tuttora rimaste lì nella grotta: in ognuna delle loro impugnature è legato un fazzoletto simile a quello che Cynea aveva dato a Iolao. Infatti Cynea è l'amante di Adamis, ha sedotto tutti i guerrieri (tra cui Zachariah) in modo da convincerli ad affrontare Braxus così che il drago li uccidesse. Anche se Adamis è affezionato a Braxus, il suo piano è quello di ucciderlo dando per scontato che crescendo la forza di Braxus diverrebbe incontenibile e che potrebbe rivoltarsi contro di lui, infatti è stato Adamis a uccidere la madre di Braxus, all'inizio l'aveva convinta a combattere al suo fianco, almeno finché non decise di voltargli le spalle, di conseguenza Adamis la uccise. Dato che Braxus non è stato capace di uccidere Hercules e Iolao, a questo punto Cynea e Adamis decidono di affrontarli personalmente. Cynea arriva alle spalle di Iolao per accoltellarlo, ma in quel momento, proprio quando Iolao affronta Adamis, quest'ultimo cerca di trafiggerlo con la sua spada, ma Iolao si scansa all'ultimo momento e così Adamis inavvertitamente trafigge con la spada Cynea, uccidendola. Adamis, affranto dalla morte di Cynea, minaccia di uccidere Braxus con la sua spada ammettendo di aver tolto lui la vita alla madre del giovane drago. Davanti a questa rivelazione, Braxus si inferocisce e sputando del fuoco uccide Adamis con le fiamme. Braxus vola via, diretto a Tarsus nella sua terra, separandosi da Hercules e Iolao e promettendo a entrambi che li accoglierà da buoni amici qualora venissero a trovarlo a Tarsus.

## Iolao al servizio del re
- Titolo originale: Long Live the King
- Diretto da: Timothy Bond
- Scritto da: Sonny Gordon (sceneggiatura) e Patricia Manney (soggetto)

### Trama
Hercules vede Iolao pensieroso, infatti quest'ultimo ha ricevuto un messaggio da Hector il quale lo avverte che Oreste e Niobe potrebbero essere in pericolo. Nel messaggio viene spiegato che Oreste sta lavorando a un accordo di pace tra Attica e i regni confinanti, e sta viaggiando di regno in regno per convincere i vari sovrani ad aderire alla sua proposta di pace, la sua prossima tappa è il regno di Garantis il cui sovrano è il malvagio Xenon, la brama di conquista di quest'ultimo è insaziabile, una persona come lui non accetterebbe mai la pace. Oreste è troppo ingenuo, al punto da non capire quanto Xenon sia pericoloso, infatti si è portato dietro poche guardie del corpo. Iolao decide di andare a Garantis per aiutare Oreste: anche se Hercules si propone di accompagnarlo, Iolao rifiuta dicendo che sente di dover affrontare questa cosa da solo, ma il suo vero problema è la paura di confrontarsi con Niobe, che non ha mai smesso di amare sebbene lei sia la sposa di Oreste. Quello tra Oreste e Niobe non è un matrimonio felice, quest'ultima è una moglie rispettosa e devota, ma Oreste non si fa illusioni, sa benissimo che non lo ama. Oreste è felice della visita di Iolao, però tra quest'ultimo e Niobe c'è dell'imbarazzo. Xenon, in occasione del Sole Oscuro, invita Oreste ad accompagnarlo senza scorta a una battuta di caccia, e benché Hector sospetti che si tratti di una trappola, Oreste per ostinazione accetta. Iolao segue Oreste da lontano durante la battuta di caccia, ma non serve a niente, in quanto uno dei soldati di Xenon riesce a uccidere Oreste. Iolao però, indossando di nascosto i vestiti di Oreste, si spaccia per lui (data la loro incredibile somiglianza) e il soldato che aveva ucciso Oreste non riesce a capire come sia possibile, ignorando che Iolao sta solo facendo finta di essere il defunto Oreste. Iolao, spacciandosi per Oreste, sfida Xenon, se quest'ultimo riesce a uccidere un cervo gli regalerà una delle sue frecce, e Xenon vince la scommessa riuscendo a uccidere un cervo. Iolao non ha altra scelta che continuare a fingere di essere Oreste, anche con l'aiuto di Hector e Niobe, almeno finché non avrà convinto gli altri regni ad accettare l'accordo di pace. Xenon decide di non uccidere il soldato a cui aveva dato l'incarico di uccidere Oreste, perché ha un altro compito da affidargli. Xenon finge di sostenere il piano di pace tanto che si offre di accompagnare Iolao, Niobe e Hector nel regno di Maratona il cui sovrano è Phaedron, per Iolao e Niobe è difficile fingere di essere marito e moglie, anche se lei è dispiaciuta per la morte di Oreste non riesce a nascondere che è Iolao il solo uomo che abbia mai amato. Durante il viaggio, l'uomo che aveva ucciso Oreste cerca di tendere un agguato a Iolao, su ordine di Xenon, ma proprio quest'ultimo lo uccide salvando Iolao. Tuttavia Iolao intuisce che Xenon vuole solo manipolarlo in modo da fargli credere che è dalla sua parte. Arrivati a Maratona, Iolao impersonando Oreste si guadagna la stima di Phaedron nonostante quest'ultimo sia una persona eccentrica. Iolao e Niobe dividono la stessa camera da letto, quest'ultima fa capire chiaramente a Iolao che lo desidera, entrambi non ritengono giusto che debbano ignorare quello che provano e finiscono così col fare l'amore. Adesso che Oreste è morto, Niobe propone a Iolao di assumere permanentemente la sua identità e regnare con lei su Attica, tuttavia Iolao le fa notare che anche lei potrebbe invece scegliere di seguirlo nelle sue avventure anche se non trova giusto che Niobe, in tale circostanza, debba rinunciare a essere una regina. Gli uomini di Phaedron arrestano Iolao con l'accusa di aver attentato alla vita del loro re, in quanto Phaedron (sopravvissuto all'attacco) è stato colpito da una delle frecce personalizzate di Oreste. Euriana, la moglie di Phaedron, sapendo che Iolao è innocente, aiuta Niobe a liberarlo dalla sua cella, ormai Niobe è sempre più speranzosa che Iolao, con l'identità di Oreste, resterà per sempre al suo fianco. Xenon presiede alla riunione dei sovrani, con l'intenzione di tendere una trappola a tutti loro per ucciderli, ma interviene Iolao che lo accusa di aver attentato alla vita di Phaedron, infatti Xenon ha usato la freccia che Iolao gli aveva regalato dopo la battuta di caccia, ne è la conferma che tutte le frecce di Oreste sono numerate. Iolao combatte contro Xenon, ma poi stranamente Hector, con il suo arco, scaglia una freccia con la quale uccide Iolao. Niobe, usando il proprio arco, uccide Xenon scoccando una freccia. Niobe, credendo che il suo amato Iolao sia morto, rimane ferita quando lui appare davanti a lei ancora vivo, Hector lo aveva aiutato a inscenare una falsa morte. Niobe lo schiaffeggia non perdonandogli una tale infamia, perché adesso che Iolao ha inscenato davanti a tutti la sua morte, o per meglio quella di Oreste, quest'ultimo è ufficialmente morto, quindi Iolao non potrà più appropriarsi della sua identità e quindi non potrà più stare al fianco di Niobe. Iolao è sinceramente dispiaciuto per quello che ha fatto, ma riteneva moralmente sbagliato rimanere insieme a Niobe usurpando l'identità di un'altra persona, lui è un avventuriero mentre il dovere di Niobe è quello di regnare su Attica. Iolao e Hector si dicono addio da buoni amici, infine Iolao ritorna al fianco di Hercules.

## Hercules e il frutto guaritore
- Titolo originale: Surprise
- Diretto da: Oley Sassone
- Scritto da: Alex Kurtzman

### Trama
È il giorno del compleanno di Hercules il quale però non è molto felice di festeggiare questa ricorrenza da quando la moglie e i figli sono morti, tuttavia Iolao cerca di risvegliare il suo buon umore anche perché lui, Alcmena, Ificle e Giasone hanno organizzato una piccola festa per lui, solo per gli amici e i parenti. Proprio quando gli invitati si preparano ad accogliere il festeggiato, arriva una donna la quale afferma di voler ringraziare Hercules dato che, stando a quanto dice, lui salvò sia lei che il figlio durante un loro viaggio in Macedonia. Alcmena la invita a unirsi a loro, anche se Iolao trova sospettoso il comportamento della donna. Quando arriva Hercules trova completamente svenuti Iolao, Ificle, Giasone e Alcmena, è stata opera della donna misteriosa la quale si rivela essere Callisto. Quest'ultima spiega a Hercules che ha fatto ingerire a tutti loro una droga, la quale per adesso li ha solo fatti svenire, ma al loro risveglio perderanno completamente il lume della ragione, tanto che potrebbero arrivare a farsi del male gli uni con gli altri. Hercules conosce bene la fama di Callisto ed è sorpreso nel constatare che è ancora viva, dato che aveva saputo che quest'ultima affrontando Xena aveva perso la vita (Xena contro Callisto e Marte); Callisto gli rivela così che Giunone ha deciso di riportarla in vita, ma solo per un giorno. Callisto costringe Hercules ad aiutarla in quanto esiste un solo modo per annullare l'effetto della droga ovvero i frutti dell'albero della vita che si trova nel tempio divino conosciuto come Labirinto degli Dei, ha bisogno dell'aiuto di Hercules per arrivare all'albero, ciò che desidera Callisto è cibarsi di uno di quei frutti, infatti lei ora è un morto vivente, ma se mangiasse uno dei frutti diverrebbe immortale. Hercules non ha altra scelta che accompagnare Callisto nel Labirinto degli Dei, anche se a stento sopporta la sua compagnia dato che Callisto non perde occasione per provocarlo ad esempio ricordandogli la morte di Deianeira e dei loro bambini, affermando che loro due sono molto simili in quanto anche a Callisto venne uccisa la propria famiglia, ma Hercules non si identifica con lei dato che Callisto dopo la morte dei suoi cari al contrario di lui ha scelto il sentiero del male. Ciò che più desidera Callisto, una volta divenuta immortale, è uccidere Xena, inoltre accusa Hercules di ipocrisia perché egli ha aiutato Xena a diventare una persona migliore invece nel caso di Callisto non fa altro che giudicarla, tuttavia Hercules non ritiene affatto che Callisto sia come Xena, perché quest'ultima desiderava solo essere una persona migliore, invece Callisto è ormai prigioniera della sua perversa malvagità. Arrivati al Labirinto degli Dei, per accedere all'ingresso devono risolvere un indovinello prima dello scadere del tempo che viene scandito da una clessidra altrimenti moriranno: è immutabile ma può cambiare le persone, può essere un maestro ma una trappola, è inaccessibile, ma chi vi risiede è immortale e la risposta è davanti a loro. Hercules capisce che si sta riferendo alla clessidra, e quindi comprende che la risposta è il "passato". Risolto l'enigma, Hercules e Callisto entrano nel tempio, i due si smarriscono, poi delle enormi radici animate catturano Callisto, ma Hercules riesce a liberarla. Callisto non mostra nessuna gratitudine nei confronti di Hercules, affermando che se tornasse nell'Averno troverebbe il modo di fare del male ai suoi figli, a quel punto Hercules, in un impeto di collera, aggredisce la donna. Callisto è compiaciuta, affermando che pure in lui risiede della cattiveria. I due trovano finalmente l'albero della vita, Callisto si ciba di un frutto e diventa immortale, poi affronta Hercules, infatti era questo l'accordo tra lei e Giunone: quest'ultima avrebbe permesso a Callisto di cibarsi di uno dei frutti dell'albero a patto che lei uccidesse l'odiato figliastro. Callisto mette Hercules in seria difficoltà, inoltre dà fuoco all'albero della vita, ma Hercules fa in tempo a impossessarsi di un suo frutto, inoltre aveva con sé una boccetta con dentro dell'olio che ha versato durante il tragitto nel labirinto, Hercules dà fuoco all'olio e le fiamme tracciano la via d'uscita. Durante il combattimento Hercules riesce a imprigionare Callisto nel Labirinto degli Dei, dal quale lui invece riesce a fuggire. Hercules raggiunge la madre, il fratello e gli amici che a causa della droga erano diventati aggressivi, ma dopo aver fatto mangiare il frutto a ciascuno di loro, ritrovano la ragione. Hercules decide di vivere il giorno del suo compleanno con maggiore ottimismo, in compagnia degli amici e della famiglia, perché grazie a Callisto ha capito quanto è fortunato ad avere delle persone che lo amano.
- Guest star: Hudson Leick (Callisto).

## Hercules e la donna cervo
- Titolo originale: Encounter
- Diretto da: Charlie Haskell
- Scritto da: Jerry Patrick Brown

### Trama
Hercules e Iolao vengono a sapere da Hemnor dell'intenzione del signore della guerra Nestore di uccidere la Cerva d'Oro nel loro territorio, si tratta di un essere metà cervo e metà donna, le loro corna così come i loro zoccoli sono fatti in oro, Hemnor ritiene un'ingiustizia che la Cerva d'Oro venga trattata come una preda da caccia. Nestore piazza delle trappole nel bosco, la Cerva d'Oro armata di arco e freccia uccide un uomo che voleva farle del male. La Cerva d'Oro è la prediletta di Marte, il fratellastro di Hercules, il dio della guerra, Giove portò alla morte tutte le Cerve d'Oro a eccezione di quella che attualmente è sotto la protezione di Marte che infatti la salvò dalla quasi totale estinzione della sua specie. Hercules trova nel bosco un bambino gravemente ferito per via di una delle trappole piazzate da Nestore, ad un tratto fa la sua apparizione una donna molto bella di nome Serena, la quale cura il bambino dimostrando di avere dei poteri prodigiosi, Hercules si innamora di lei dal momento in cui la vede, sentimento che Serena pare ricambiare. Nestore va nel tempio di Marte per chiedere la sua benedizione in modo che gli dia la possibilità di uccidere la Cerva d'Oro, ma a rispondere alla sua supplica è invece il dio Strife, il nipote di Marte, che acconsente che Nestore uccida la Cerva d'Oro a patto che Nestore uccida anche Hercules. Gli uomini di Nestore danno la caccia alla Cerva d'Oro, Iolao cerca di salvare la creatura, tuttavia la Cerva d'Oro, credendo erroneamente che Iolao volesse farle del male, con il suo arco scocca una freccia ferendolo mortalmente. Iolao viene portato nel villaggio lì vicino, la ferita è troppo grave e gli rimane poco da vivere, Hercules va nel bosco sperando di trovare Serena così che possa salvare Iolao con i suoi poteri come prima aveva fatto con il bambino. Hercules trova casualmente il tempio di Marte e proprio lì incontra Serena scoprendo che è una della vestali di Marte, per il quale Hercules ha sempre avuto una bassissima considerazione. Hercules chiede a Serena di salvare Iolao spiegandole che lui desiderava proteggere la Cerva d'Oro e che lei invece, avendo frainteso le intenzioni di Iolao lo ha ferito con una freccia. Stranamente Serena, dopo aver appreso che Iolao non voleva fare del male alla Cerva d'Oro, si comporta come se si sentisse in colpa, tuttavia si rifiuta di seguire Hercules al villaggio. Marte rimprovera Strife dato che lui non aveva il diritto di chiedere a Nestore di uccidere Hercules, perché se quest'ultimo morisse indirettamente per colpa loro avrebbero dei problemi con gli altri Dei. Strife fa notare a Marte che anche davanti a tale circostanza, Marte può contare sulla Cerva d'Oro, il cui sangue è letale per un dio, Marte accusa Strife di essere ingenuo, dato che se gli Dei si schierassero tutti contro di lui nemmeno il sangue della Cerva d'Oro gli garantirebbe protezione da loro, infatti Marte si sta pentendo di aver salvato la Cerva d'Oro da Giove dato che non è un'arma che può dargli reali garanzie. Strife, stufo di essere considerato una divinità di basso livello, vuole uccidere Hercules per guadagnarsi la gloria, Marte gli spiega che ha in mente un piano per eliminare Hercules senza dover agire direttamente che prevede l'aiuto della Cerva d'Oro. Serena riconsidera la sua posizione e decide di seguire Hercules al villaggio, ma solo di notte, e infatti calato il buio, Serena accompagna Hercules al villaggio e con i suoi poteri guarisce Iolao, ma poi sotto lo sguardo di Hercules lei si trasforma nella Cerva d'Oro quando Iolao, semincosciente, la tocca. Hercules aveva già iniziato a sospettare che Serena fosse la Cerva d'Oro e che all'inizio non voleva venire al villaggio solo per evitare di entrare in contatto con la gente: le Cerve d'Oro possono assumere sembianze umane, ma se un umano le tocca tornano alla loro forma di Cerva d'Oro, ciò però non avviene se a toccarla è Hercules essendo lui per metà un dio. Mentre Serena si trova nel bosco, delle radici spinate sbucano dal terreno, formano una gabbia e imprigionano Serena: è opera di Marte, il quale afferma di volerla proteggere, anche se è evidente che in realtà vuole punirla non tollerando che lei e Hercules si stiano avvicinando. Marte ammette che a modo suo prova un certo affetto per Hercules, ma in ogni caso Serena per lui è una sua proprietà. Interviene Hercules che libera Serena dalle radici, quest'ultima in ogni caso prende le difese di Marte che ingenuamente considera il suo protettore. Hercules e Iolao, nel bosco, affrontano gli uomini di Nestore, quest'ultimo con una balestra scocca una freccia diretta a Hercules, ma questo la ferma al volo, arriva poi Serena che nella sua forma di Cerva d'Oro uccide alcuni degli uomini di Nestore con arco e frecce, a quel punto la battaglia si conclude quando Nestore abbandona i suoi uomini fuggendo, capendo di non poter sconfiggere l'alleanza tra Hercules e la Cerva d'Oro, ma durante la sua fuga Nestore muore, ucciso da una delle trappole che lui stesso aveva piazzato. Serena si appresta a separarsi da Hercules, ma lui per adesso non vuole rimettersi in viaggio, ciò che desidera è stare al suo fianco e i due si baciano, ignari che Strife e Marte stanno osservando la scena, quest'ultimo è compiaciuto perché a quanto pare il piano per annientare Hercules sta prendendo forma.

## Le nozze di Hercules
- Titolo originale: When a Man Loves a Woman
- Diretto da: Charlie Haskell
- Scritto da: Noreen Tobin e Gene O'Neill

### Trama
Gli uomini di Nestore vogliono ancora uccidere Serena per impadronirsi dell'oro delle sue corna e dei suoi zoccoli, ma Hercules e Iolao li affrontano sconfiggendoli. Corilo, un amico di Xena, raggiunge Hercules e Iolao con l'intento di diventare il loro aiutante, ma i due non sono interessati dato che, sebbene si dichiari un grande guerriero, egli è solo un impiastro. Strife mette in guardia Marte, anche se quest'ultimo ritiene che Serena gli sarà devota, Strife gli ricorda che anche Xena in passato era la sua prediletta finché Hercules non la spinse a voltargli le spalle, probabilmente anche Serena preferirà Hercules a lui. Hercules sorprende Serena con un gioiello, le chiede di sposarlo, ma a lei serve del tempo per dargli una risposta, lei non può stare a contatto con gli umani dato che diverrebbe la Cerva d'Oro e questo rappresenterebbe un problema, inoltre non vuole mancare di rispetto a Marte. Hercules fa capire a Serena che anche se Marte l'ha salvata oltre a farle da mentore, lei non gli appartiene. Serena va al tempio di Marte per annunciargli delle sue imminenti nozze con Hercules, il dio della guerra è decisamente contrario, ma Serena gli ricorda che volendo potrebbe ucciderlo dal momento che il suo sangue è letale per una divinità. Marte decide di dare il beneplacito al matrimonio, quindi Serena raggiunge Hercules al villaggio rendendolo felice quando gli annuncia che accetta la sua proposta di matrimonio. Quando Corilo tocca Serena, lei si trasforma nella Cerva d'Oro, a quel punto Strife convince la folla ad accanirsi contro di lei, ma Hercules, Iolao e Corilo convincono gli abitanti del villaggio a lasciarla in pace. Iolao non è felice delle nozze come Hercules si aspettava, in parte è contento per lui, ma secondo Iolao il suo amico si sta illudendo se crede che con il suo stile di vita fatto di viaggi e avventure, lui possa costruire un matrimonio felice, inoltre Iolao ha una brutta sensazione, come se le nozze di Hercules porteranno a qualcosa di terribile. Hercules sentendo giusto che Deianeira sappia delle sue nozze, chiede a Plutone di portarlo ai Campi Elisi e lì Hercules spiega alla defunta moglie che si sposerà. Uno dei figli di Hercules è sparito, lui va a cercarlo e lo trova nell'Averno, ma il bambino lo ferisce al braccio accusandolo di aver tradito la loro famiglia; Hercules capisce che quello non è suo figlio, infatti è Strife, che si è divertito a provocarlo, poi Hercules trova il suo bambino e lo riporta dalla madre. Deianeira non prende molto bene la notizia che Hercules si risposa, ma sa che non può avanzare pretese, loro due si ameranno per sempre, tuttavia gli chiede di non venire più a trovarla nei Campi Elisi. Hercules va al tempio di Marte intimandogli di non intromettersi più tra lui e Serena, ma Marte gli spiega che ha messo al corrente gli Dei delle future nozze di Hercules e Serena, e loro si oppongono: lui è un semidio mentre Serena una Cerva d'Oro, una loro stirpe potrebbe minacciare anche gli Dei. Marte li ha convinti ad accettare un compromesso, infatti Hercules potrà sposare Serena, ma a patto che rinunci alla sua forza divina, sarà solo un umano. Hercules è consapevole che se perderà la sua metà divina non potrà più aiutare le persone come fa ora, ma Marte gli spiega che questa offerta è disponibile per poco, se rifiuta non gli verrà più concessa, quindi Marte con grande soddisfazione toglie al fratello i suoi poteri divini con il consenso di Hercules. Quest'ultimo torna al villaggio, e quando Corilo senza volerlo taglia la fune che reggeva una cisterna d'acqua che rischia di cadere su due bambini, Hercules per riuscire a sollevarla necessita dell'aiuto di Iolao e degli altri abitanti del villaggio, Iolao notando infatti che Hercules non è più forte come prima, pretende una spiegazione. Hercules gli rivela che ora è solo un mortale perché era il solo modo per poter sposare Serena. Se già prima Iolao aveva delle remore riguardo al matrimonio di Hercules, adesso che per sposare Serena egli ha rinunciato alla sua forza divina è ancora più deluso. Hercules è della convinzione che può ancora aiutare gli altri, anche da umano. Marte acconsente alle nozze, ma a patto che Serena diventi umana e accetti di invecchiare e morire, quindi Serena acconsente e Marte la trasforma in un'umana, trattandola con arroganza e disprezzo, anche se in realtà è dispiaciuto di averla persa dato che a modo suo teneva a lei. Iolao decide di partire per la Tessaglia, non prenderà parte allo sposalizio, Hercules accetta la sua decisione, in ogni caso se lui e Serena avranno un figlio vuole chiamarlo Iolao, facendogli promettere che verrà a trovarlo. Corilo accusa Iolao di essere un ipocrita, perché anche se dichiara di considerare Hercules il suo migliore amico, ha scelto di non sostenerlo. Hercules e Serena si apprestano a sposarsi, nessuno sarà presente alla cerimonia, ma poi arriva Iolao che fa da testimone, avendo capito di essersi comportato male. Finalmente Hercules e Serena si sposano, con Deianeira e i figli presenti, felici per i due sposi.
- Guest star: Ted Raimi (Corilo) [N 5], Tawny Kitaen (Deianeira).

## Hercules e la riconquista dei poteri
- Titolo originale: Judgement Day
- Diretto da: Gus Trikonis
- Scritto da: Robert Bielak

### Trama
Mentre Xena è in una taverna insieme a Olimpia, sente due uomini che si divertono a deridere Hercules per la sua scelta di rinunciare ai suoi poteri per sposare la Cerva d'Oro, le due donne quindi vanno da Hercules per approfondire la cosa, in realtà i due uomini erano Marte e Strife. Serena è felice della sua nuova vita da umana perché oltre a poter essere la moglie di Hercules, ora finalmente può toccare le persone senza trasformarsi. Marte è ancora arrabbiato con Hercules per aver convinto Xena a non voler essere più la sua campionessa, infatti il suo piano per vendicarsi sta per compiersi. Alcuni uomini al villaggio importunano Serena, quindi Hercules per difendere la moglie, li affronta, ma senza i suoi poteri per lui è più difficile sostenere uno scontro, rischia infatti di morire, per fortuna interviene Iolao che lo aiuta a sconfiggerli. Strife con i suoi poteri anima la rabbia di Hercules che infatti accusa Serena e Iolao di reputarlo un buono a nulla. Hercules, tornando lucido, si scusa con Serena per come si è comportato. Mentre Hercules è a letto con la moglie, sogna di farle del male, quando Iolao va a trovare Hercules e Serena, trova quest'ultima morta, uccisa per accoltellamento, e Hercules che tiene in mano un coltello, l'arma del crimine. Hercules è accecato dalla rabbia, non ha idea di come sia morta, gli abitanti del villaggio vogliono processarlo per omicidio. Marte va a trovare le tre Moire impegnate a tessere l'arazzo del destino, ovvero Lachesi, Cloto e Atropo chiedendo a quest'ultima di tagliare il filo della vita di Hercules, ma lei si rifiuta in quanto Hercules non può essere ucciso dalle divinità, tuttavia Marte le spiega che Hercules ha ucciso Serena, e per un crimine così ignobile ha perso la protezione degli Dei. Interviene il padre di Marte, ovvero Giove, il signore degli Dei, essendo Hercules suo figlio non permetterà a nessuno di fargli del male. Marte non si sente affatto intimorito della presenza di suo padre, al contrario si mette anche a provocarlo, spiegandogli che ha portato il caso all'attenzione degli Dei che infatti hanno votato a favore della morte di Hercules. Giove è comunque irremovibile, Hercules è sotto la sua protezione, tuttavia Marte gli propone un compromesso: dal momento che Hercules ora è solo un uomo, saranno proprio gli umani a processarlo e a decidere cosa fare di lui. Hercules viene catturato dagli abitanti del villaggio, che lo reputano un assassino e iniziano a picchiarlo, ma l'intervento di Xena, Olimpia e Iolao permette a Hercules di mettersi in salvo. Trovato rifugio in una grotta, il gruppo medica le ferite di Hercules, che non ricorda di aver ucciso Serena, ma rammenta che in quel momento si sentiva manovrato da un impulso violento, quasi di natura divina. Xena è della convinzione che siano stati gli Dei a far sì che Hercules uccidesse la sua sposa, Hercules si rifiuta di credere che gli Dei si siano spinti a tanto, anche perché Marte gli aveva promesso che avrebbero lasciato in pace lui e Serena se Hercules avesse rinunciato ai suoi poteri. Xena lo accusa di peccare di ingenuità, perché gli Dei non sempre mantengono la parola data. Iolao sta prendendo in considerazione l'idea di uccidere Hercules, almeno per evitargli l'umiliazione di essere arrestato, ma Xena non lo ritiene necessario, infatti lei ha in mente un piano. Hercules va al villaggio, con l'intento di costituirsi alle autorità, arrivano poi Xena, Olimpia e Iolao, quest'ultimo tenta di convincere l'amico a cambiare idea, ma Hercules è irremovibile, al punto che lui e Iolao si mettono a litigare, tanto che Iolao senza volerlo lo uccide. Xena, arrabbiata, attacca Iolao uccidendolo. A quel punto si presentano Strife e Marte, quest'ultimo propone a Xena di tornare a essere la sua campionessa, e in cambio riporterà in vita Hercules. Strife, compiaciuto, si vanta di aver plagiato la mente di Hercules avendolo spinto a uccidere Serena. Proprio in quel momento Hercules e Iolao si rivelano essere ancora vivi, avevano inscenato una falsa morte, Hercules affronta Strife ma lo scontro è a senso unico, quest'ultimo è un dio e Hercules come umano non può sconfiggerlo. Iolao fa tenere presente che Marte ha infranto la sua promessa, perché Hercules ha rinunciato ai suoi poteri in cambio di un matrimonio felice con Serena che invece è morta per volere di Marte e Strife, arriva poi Giove che dando ragione a Iolao restituisce i poteri a Hercules dato che Marte non aveva rispettato la sua parte dell'accordo. Hercules, tornando a essere un semidio, sottomette Strife e si mette a picchiarlo, Marte colpisce Hercules con un fulmine permettendo a Strife di fuggire. Hercules promette a Marte che prima o poi riuscirà a fargliela pagare. Hercules rivuole indietro Serena, ma Giove non può riportare in vita una persona uccisa per volere degli Dei, addirittura Giove con superficialità ritiene che Hercules dovrebbe essergli riconoscente per avergli restituito i suoi poteri, ma Hercules lo accusa di essere un irresponsabile e di non aver fatto nulla per proteggerlo. Hercules si sente in colpa nei riguardi di Serena ritenendo che lei sarebbe ancora viva se lui non l'avesse sposata.
- Guest Star: Lucy Lawless (Xena), Renée O'Connor (Olimpia).

## Iolao e la città sepolta
- Titolo originale: The Lost City
- Diretto da: Charlie Haskell
- Scritto da: Robert Bielak (soggetto e sceneggiatura) e Liz Friedman (soggetto)

### Trama
Salmoneo, in cerca di nuove ricchezze, si addentra in un tempio trovato per puro caso, e al suo interno vi trova dei lingotti d'oro. Più tardi anche Iolao entra nel tempio insieme alla sua amica Moria, i due sono alla ricerca di alcune fanciulle scomparse (tra cui la cugina di Iolao) e dentro al tempio trovano del cibo, vengono poi attaccati da dei briganti che Iolao affronta mettendoli in fuga. Iolao e Moria cadono in una botola, si ritrovano nel sottosuolo e scoprono che è abitato da una comunità. Qui trovano Salmoneo, il quale però non riconosce Iolao e persino il nome di Hercules non sembra essergli familiare. Salmoneo non sembra in sé, così come tutti coloro che abitano nel sottosuolo, infatti tutti danno l'impressione di essere felici, nella più assoluta beatitudine, e praticano persino l'amore libero. Questa comunità è devota a una ragazzina che pare essere la loro guida spirituale, il suo servo più vicino, nonché colui che pare a capo della comunità, è Kamaros. Quest'ultimo accoglie con gentilezza Iolao e Moria, offrendo del cibo a entrambi e spiegando ai due che nel sottosuolo possono contare su una miniera d'oro, quindi barattano l'oro con il cibo, tuttavia è praticamente Kamaros l'unico tra di loro che vive nell'agiatezza. Iolao nel sottosuolo trova sua cugina, ma lei non lo riconosce, Iolao ha capito che c'è qualcosa di losco in questa situazione, nel cibo che Kamaros aveva offerto a lui e Moria aveva avvertito il loto, un potente oppiaceo: ora ha capito che Kamaros droga le persone per renderle asservite e mansuete. Moria conosce Aurara, la serva di Kamaros, la quale le rivela che la ragazzina che dovrebbe essere la loro guida spirituale è soltanto la sua sorellina e non ha alcun potere: è stato Kamaros a convincerle a seguirlo nel sottosuolo, ma ormai Aurara è stufa di servirlo dato che lui è soltanto un uomo lascivo. Iolao cerca di portare in salvo la sorella di Aurara, ma Kamaros usa su di lui un dardo soporifero riuscendo a fargli perdere i sensi. Kamaros vuole essere il sovrano del sottosuolo, non ha intenzione di permettere a Iolao di distruggere quello che sta costruendo, decide quindi di renderlo un suo servo usando un marchingegno che usa delle ventole in modo da ipnotizzarlo. Aurara e Moria riescono a far rinsavire Salmoneo e la cugina di Iolao, intanto Iolao sembra totalmente asservito a Kamaros, ma in realtà è riuscito a resistere all'ipnotismo usando una tecnica di meditazione. Iolao sconfigge i soldati di Kamaros con l'aiuto di Salmoneo, poi combatte contro Kamaros scoprendo che non è la sua vera identità, lui in realtà è Karkus, anche Moria conosce la sua fama, è soprannominato il "Massacratore della Tessaglia" e ha usato anche una parrucca per occultare la sua identità. Karkus con la sua spada taglia una fune, attivando così l'imminente distruzione della cava sotterranea che trova sostegno per mezzo di un sistema di carrucole e contrappesi, così tutti moriranno, Karkus sarà l'unico a salvarsi tramite un'uscita segreta che solo lui conosce. Karkus combatte contro Iolao, ma quest'ultimo lo uccide gettandolo contro le ventole del suo marchingegno, infine Iolao, Moria e Salmoneo aiutano tutti quanti a uscire dalla cava sotterranea, ora sono tutti salvi, comprese la cugina di Iolao, Aurara e la sua sorellina.

## Hercules eroe senza tempo
- Titolo originale: Les Contemptibles
- Diretto da: Charlie Haskell
- Scritto da: Brian Herskowitz

### Trama
Francia, è il 1789 e François Demarigny (identico a Salmoneo) seduce Marie DeValle, una nobildonna di Troyes rivelandole di essere la "Doppia Volpe Rossa" il famoso rivoluzionario ritenuto un fuorilegge, ciò che desidera è trovare persone che possano appoggiare la sua causa, per combattere la monarchia francese. Fanno la loro apparizione due ladruncoli Jean Pierre e Robert (rispettivamente uguali a Iolao e Hercules) che cercano di derubare Marie e François. Quest'ultimo li mette fuori combattimento, e fa una scommessa con Marie: se convincerà quei due delinquenti a diventare suoi alleati nella lotta per i diritti del popolo, lei finanzierà la sua campagna rivoluzionaria. François decide di ispirare Jean Pierre e Robert raccontando a entrambi le gesta di Hercules, l'eroe dell'Antica Grecia, lui è della convinzione che anche due malviventi possano diventare degli eroi, e i due, affascinati dai racconti di Hercules, decidono di cambiare vita, e all'alba della Rivoluzione francese decidono di combattere al fianco di François per gli ideali di Liberté, Égalité, Fraternité. Marie apparentemente sembra voler finanziare il movimento rivoluzionario, ma in realtà François non è la Doppia Volpe Rossa, lui è complice di Robert e Jean Pierre, sono solo dei truffatori, il loro reale scopo è quello di appropriarsi delle ricchezze di Marie, sennonché in realtà è stata lei a truffarli, infatti si è appropriata dei gioielli che loro avevano rubato: è Marie la vera Doppia Volpe Rossa. Purtroppo Marie viene catturata da Gerard, che è a capo della guardia imperiale, Gerard decide di giustiziarla nella zona portuale, il suo intento è quello di decapitarla con la ghigliottina in modo da farne un esempio per chiunque osi sfidare il sovrano. Robert, stufo di essere solo un ladro, decide di salvarla con l'aiuto di Jean Pierre e François, i tre sconfiggono i soldati di Gerard, mentre quest'ultimo duella con Marie entrambi armati di fioretto, ma Marie riesce a batterlo e a umiliarlo davanti a tutti. Benché sia grata a Robert, François e Jean Pierre per averla salvata, non può restituire il maltorto in quanto lo ha già devoluto in beneficenza per i poveri, tuttavia i tre ladri decidono di cambiare vita e da adesso aiuteranno Marie nella rivoluzione.

## Hercules e il regno del terrore
- Titolo originale: Reign of Terror
- Diretto da: Rodney Charters
- Scritto da: John Kirk

### Trama
Hercules va a trovare il suo amico Palamedes insieme a Salmoneo, purtroppo però Palamedes non se la passa affatto bene, così come gli altri sudditi del re Augeus, il quale a causa della sua follia crede di essere Giove, proclamando leggi assurde con punizioni fin troppo severe e ingiuste per chi le trasgredisce. I sudditi di Augeus hanno sempre saputo come sopportare il loro sovrano anche perché nonostante i suoi disturbi della personalità è sempre stato innocuo, ma ora è diventato arrogante e dispotico, persino Machus, il capo della sua armata militare, non riesce più a sopportarlo. Augeus decide di privare Venere del titolo di patrona del tempio il quale da ora avrà Giunone come dea da venerare. Venere non può accettare questo oltraggio, inoltre dato che Venere e Hercules sono i figli di Giove, dal momento che Augeus crede di essere lui, li tratta entrambi come se fossero i suoi figli. Palamedes supplica Venere di aiutarli considerando che lui e gli altri sudditi del regno le sono sempre stati devoti, ma anche se Venere apprezza Palamedes come suo fedele, non intende intervenire personalmente. I sudditi di Augeus nella disperazione arrivano a chiedere a Hercules di uccidere il re, ma lui si rifiuta di macchiarsi di omicidio, tuttavia continuando di questo passo, i sudditi sono pronti a dichiarare guerra ad Augeus. Giunone, approfittando della follia di Augeus, il quale credendo di essere Giove pensa dunque che Giunone sia sua moglie, accetta i poteri divini che lei gli concede, che però deve usare per uccidere Hercules. Mentre quest'ultimo è a casa di Palamedes arriva Augeus che con i suoi poteri attacca sia Hercules che Palamedes, dando per scontato di averli uccisi entrambi, ma solo quest'ultimo muore. Venere questa volta non può ignorare quanto accaduto, Giunone ha esagerato dando a un mortale il potere di un dio, la figlia di Palamedes la supplica di riportare in vita il padre, purtroppo Venere non ha il potere di influenzare il corso della vita e della morte, tuttavia ricopre il corpo di Palamedes con un'aura speciale che, pur non potendo farlo risorgere, impedirà allo spirito di Palamedes di raggiungere l'Averno, ma durerà solo fino al tramonto. Hercules per la prima volta vede un lato di Venere che non conosceva, prima di adesso non aveva mai capito quanto lei tenesse ai mortali. Augeus tenta di uccidere Machus, ma Venere riesce a distrarlo, tenta inoltre di tenerlo occupato per evitare che dia ai soldati l'ordine di uccidere i propri sudditi, ma Giunone appare rivelando ad Augeus che Hercules è ancora vivo, con i suoi poteri Augeus tenta di imprigionare Venere in una gabbia fatta di energia, ma lei riesce a fuggire con l'astuzia. Hercules e Salmoneo portano il corpo di Palamedes nel tempio di Venere e lì Augeus combatte contro Hercules scagliando contro di lui un globo di energia, ma Hercules con uno scudo di rame devia il globo contro Palamedes la cui energia lo riporta in vita. Augeus lancia un altro globo di energia contro Hercules che, con lo scudo di rame e anche con l'aiuto di Venere, riesce a deviarlo contro Augeus che finisce per svenire e perdere anche i poteri divini. Al suo risveglio, a causa del globo di energia che lo aveva colpito, ora Augeus crede di essere Ulisse, ma in ogni caso diventa più docile e gentile. Hercules ringrazia sentitamente Venere perché il suo aiuto questa volta è stato indispensabile.

## Hercules e la pietra del tempo
- Titolo originale: The End of the Beginning
- Diretto da: James Whitmore Jr.
- Scritto da: Paul Robert Coyle

### Trama
Anche se Hercules sente ancora la mancanza di Serena, inizia a superare il suo dolore emotivo. Intanto Autolico si intrufola in un museo e ruba una pietra che all'apparenza sembra molto preziosa, le guardie cercano di ucciderlo, ma Autolico senza volerlo attiva il potere della pietra che blocca il tempo attorno a sé. Autolico capisce che la pietra possiede dei poteri misteriosi, fa poi tappa nel villaggio lì vicino dove c'è anche Hercules, l'unico immune al potere della pietra essendo lui per metà un dio. Hercules spiega ad Autolico che quella che lui ha rubato è la Pietra di Cronos, essa può manipolare il tempo, nemmeno Giove ha questo potere. Autolico intende usare la pietra per impadronirsi di ogni ricchezza, anche le più impensabili. In passato la Pietra di Cronos apparteneva a re Quallus, che ora è morto; Autolico tentò di rubargliela qualche anno prima quando era un ladro ancora inesperto. Autolico per capriccio decide di tornare indietro nel tempo per rubare la pietra a Quallus, a quel punto Hercules tenta di fermarlo, ma entrambi finiscono col viaggiare nel tempo al giorno in cui Autolico tentò rubare la pietra a Quallus. La pietra accidentalmente va in frantumi, ora Hercules e Autolico sembrano condannati a rimanere intrappolati nel passato, a Hercules però viene in mente un'idea: usa la Pietra di Cronos, ovvero la versione di questa linea temporale, che infatti adesso è ancora in possesso di Quallus. Autolico e Hercules prendono coscienza del fatto che, cambiare gli eventi del passato, potrebbe alterare il loro presente. Hercules scopre che questo è il giorno in cui Giove uccise tutte le Cerve d'Oro, infatti Giove scaglia i suoi fulmini contro Cerve d'Oro sotto lo sguardo di Marte e Strife, quest'ultimo è divertito nell'assistere al massacro, al contrario di Marte che ha ritenuto eccessiva la decisione di Giove di ucciderle in quanto non avevano meritato una fine così ingiusta, Giove le ha uccise solo perché temeva il loro sangue, letale per un dio. Marte nota però che una Cerva d'Oro è sopravvissuta, ovvero Serena, straziata dal dolore per la fine della sua specie, nella sua forma umana, completamente nuda, viene avvicinata da Marte che gentilmente le offre una coperta e le dà ospitalità nel suo tempio (fu così che Marte fece di Serena la sua protetta). Marte aveva notato la presenza di Hercules guardandolo con un sorriso arrogante. Intanto Autolico incontra la sua versione più giovane, e dopo averlo convinto che viene dal futuro, gli propone di eseguire il furto della Pietra di Cronos insieme. Hercules va al tempio di Marte, quest'ultimo solo guardandolo capisce che la versione di Hercules che ha davanti viene da un'altra linea temporale, Hercules è già a conoscenza del fatto che Marte intende approfittarsi di Serena per il suo sangue, potendolo usare contro gli altri Dei. Serena, mentre passeggia nel bosco, incontra due cacciatori che stavano dando la caccia alle Cerve d'Oro e quando uno dei due la tocca, lei si trasforma nella Cerva d'Oro, loro cercano di farle del male, ma Hercules li mette in fuga. Marte e Strife finiscono con l'equivocare la situazione, loro pensano che Hercules sia tornato indietro nel tempo per ottenere il sangue della Cerva d'Oro e usarlo contro gli Dei, quindi Strife temendo che Hercules possa essere una minaccia, decide di ucciderlo, anche se Marte cerca di scoraggiarlo dal provarci non ritenendo necessario arrivare a tanto. Strife però, contravvenendo agli ordini di Marte, usa un arco per scagliare una freccia contro Hercules riuscendo a ferirlo, tuttavia interviene Serena che con i suoi poteri guarisce Hercules. Serena percepisce qualcosa di strano in lui, avendo capito che Hercules già la conosceva, ma Hercules preferisce non dirle che viene dal futuro. Hercules cerca di allontanarla da Marte, ma lei decide di accettare la proposta del dio della guerra che si è offerto di farle da mentore. I due Autolico essendo caratterialmente identici, finiscono sempre col litigare, tanto che i loro tentativi di rubare la Pietra di Cronos a Quallus falliscono miseramente. Marte rimprovera Strife facendogli notare che se Hercules fosse morto avrebbe potuto scatenare l'ira di Giove, tuttavia Strife non bada molto alla cosa, in ogni caso accusa Serena di aver rovinato il suo piano. Marte si pente di averla salvata, lui oltre a voler usare il suo sangue di Cerva d'Oro per garantirsi un vantaggio sugli altri Dei desiderava fare di Serena la sua campionessa, ma ora ha capito che Serena è troppo buona, non ha l'indole di una guerriera, decide quindi di ucciderla. Autolico colpisce con un pugno la sua versione più giovane facendogli perdere i sensi, infine riesce a rubare da solo la Pietra di Cronos a Quallus. Hercules si rassegna decidendo di non salvare Serena non ritenendo giusto cambiare gli eventi e mutare il destino di Serena, decide quindi di tornare nel presente, ma quando Hercules vede Marte pugnalare Serena, in un impeto di collera, attacca Marte combattendo contro di lui, Marte è sul punto di ucciderlo, ma quando Hercules vede Serena in punto di morte, trova la forza di reagire, riesce a disarmare Marte togliendogli di mano il coltello con cui aveva ferito Serena, poi Hercules afferra lui stesso il coltello la cui lama è ora bagnata con il sangue di Serena che è letale per un dio e lo punta alla gola di Marte, minacciando di ucciderlo se lui non guarisce Serena dalla ferita. Marte non può farlo dal momento che la ferita è ormai troppo grave, Serena morirà, quindi Hercules lo costringe a uccidere Serena ma solo come Cerva d'Oro, così lei continuerà a vivere come umana, promettendogli che lo ucciderà in caso di rifiuto. Marte, pur di non morire, uccide Serena come Cerva d'Oro, adesso lei può vivere come una normale umana, infine Hercules mantiene la parola e risparmia la vita a Marte, ora che le Cerve d'Oro sono estinte. Hercules e Autolico sono consapevoli che Serena e anche la versione più giovane di Autolico non conserveranno nessun ricordo di loro quando torneranno al presente, Hercules promette a Serena che Marte non la minaccerà più, inoltre adesso che Serena è un'umana finalmente può toccare le altre persone senza trasformarsi in una Cerva d'Oro. Usando la Pietra di Cronos sia Autolico che Hercules tornano nel presente, poi Hercules distrugge la pietra in modo che Autolico non ne faccia più uso. Anche se Hercules ha salvato la vita a Serena scopre di averla comunque persa, infatti avendo cambiato il passato il corso degli eventi si è svolto in maniera diversa, Serena ha vissuto da umana e ha sposato un altro uomo dal quale ha avuto una bambina, e quando guarda Hercules nemmeno lo riconosce. Autolico è dispiaciuto per Hercules sapendo che lui, per dare a Serena una vita felice, ha dovuto rinunciare al loro amore e a quello che avrebbero costruito insieme, infatti come afferma Hercules riferendosi a Serena lei è «la cosa migliore che non mi sia mai successa».

## Hercules e la principessa
- Titolo originale: War Bride
- Diretto da: Kevin Sorbo
- Scritto da: Adam Armus e Nora Kay Foster (accreditata come Kay Foster)

### Trama
Toles è il sovrano del regno di Alcinea, è gravemente malato, gli resta poco da vivere e ha due figlie, Alexa e Melissa, quest'ultima è destinata a un matrimonio combinato con Gordius, il principe di Lathia. Melissa rifiuta categoricamente di sposarsi, anche se il suo matrimonio suggellerebbe la pace tra Alcinea e Lathia, essendo lei una donna capricciosa e viziata. Melissa viene rapita da un malvivente che vuole vendere lei e altre donne come schiave, ma tutte loro vengono salvate da Hercules e Iolao che erano nei paraggi per godersi un po' di riposo. Hercules e Melissa si conoscono già, in passato Hercules aiutò suo padre Toles in un trattato di pace. Alexa è della convinzione che sia stato Gordius a far rapire Melissa, di conseguenza cerca di convincere suo padre a muovere il suo esercito contro Lathia, ma Toles non ha nessuna intenzione di farlo: in passato era stato un sovrano crudele, ma ora si vergogna di tutte le cose brutte che ha fatto. Essendo Alexa una spietata fanatica della guerra, decide di prendere lei il controllo di Alcinea e quindi uccide Toles soffocandolo con un cuscino. Hercules ha capito che non può essere stato Gordius a far rapire Melissa essendo lui un uomo buono, in ogni caso Hercules e Iolao decidono di riportare Melissa ad Alcinea, ma durante il tragitto trovano un villaggio nel regno di Lathia, tutti i suoi abitanti sono stati uccisi, Hercules capisce che è stata opera dell'armata di Alcinea, infatti è stata Alexa a dare ordine di compiere l'ingiusto massacro, anche se gli abitanti del villaggio erano solo persone innocenti. Hercules, Iolao e Melissa trovano dei soldati di Lathia feriti, e li portano in un tempio dove vengono prestate cure mediche per i soldati, Melissa decide per la prima volta di mettersi a disposizione degli altri aiutando i feriti, grazie a Hercules inizia a capire che assumendosi la responsabilità di diventare regina potrebbe porre fine allo scempio della guerra. Alexa intende uccidere Hercules, da lei ritenuto colpevole di aver convinto in passato Toles a rinunciare ai suoi propositi bellici. Hercules esce dal tempio per una perlustrazione e incontra Gordius, i suoi soldati sono stati gravemente feriti dagli uomini dell'armata di Alcinea, quindi Hercules li porta al tempio. Finalmente Gordius e Melissa si conoscono, tra i due promessi sposi sembra esserci dell'attrazione. Arriva poi Alexa, insieme ai suoi soldati e ad Acteon (il consigliere di Gordius) che si rivela l'amante di Alexa e un traditore del regno di Lathia. Alexa rivela a Melissa che ha ucciso Toles, inoltre è stata lei a incaricare quei mercanti di schiavi di farla rapire con l'intento di segregarla in un harem, ciò che ora desidera è eliminare chiunque si contrapponga tra lei e il potere, e una volta ottenuto il suo scopo farà credere a tutti che erano stati Melissa e Gordius a tramare segretamente contro Toles. Per difendere i feriti nel tempio, Hercules, Iolao e Gordius affrontano gli uomini di Alexa e riescono a sconfiggerli, poi Gordius combatte contro Acteon riuscendo a batterlo. Alexa tenta la fuga, ma Melissa riesce a metterla al tappeto con un pugno. Melissa e Gordius diventano buoni amici, anche se è ovvio che si amano spiegano a Hercules e Iolao che hanno deciso di rimandare il loro matrimonio perché adesso vorrebbero imparare a conoscersi meglio, infine salutano Hercules e Iolao che riprendono il loro viaggio.

## Hercules e il fuggiasco
- Titolo originale: A Rock and a Hard Plac
- Diretto da: Robert Trebor
- Scritto da: Alex Kurtzman e Roberto Orci

### Trama
Cassus, accusato di aver fatto irruzione in una casa sterminando la famiglia che vi abitava, cerca di scappare dagli abitanti del villaggio che vogliono vendicare la morte dei loro concittadini uccisi dal malvivente. Hercules e Iolao cercano di catturarlo, ma Cassus colpisce Iolao con un pugno e fugge trovando rifugio in una miniera. Hercules riesce a stanarlo, Cassus lo affronta ma Hercules lo scaraventa contro una delle colonne portanti della grotta, un enorme macigno schiaccia Cassus che però sopravvive. Hercules non può sollevare il macigno constatando che è proprio quello che lo tiene in vita, il corpo di Cassus è intorpidito e quindi non avverte dolore, ma il macigno ha completamente schiacciato l'addome dell'uomo, se Hercules lo sollevasse Cassus morirebbe all'istante, ma in ogni caso gli resta poco da vivere. Gli abitanti del villaggio si appostano all'entrata della grotta, tra alcolici e festeggiamenti, praticamente stanno celebrando l'imminente morte di Cassus, mentre Hercules decide di vegliare su di lui prima che muoia. Cassus confessa a Hercules che in passato aveva scontato una condanna in prigione e per via dei suoi precedenti gli abitanti del villaggio lo reputano colpevole della morte di quelle persone, ma lui giura di essere innocente. Cassus rivela a Hercules che in passato era sposato, lui e la moglie hanno avuto un bambino, ma dopo che sua moglie lo lasciò, sebbene Cassus si fosse preso cura di suo figlio Nico, quest'ultimo lo abbandonò. Hercules chiede a Iolao di rintracciare Nico, infatti Hercules non crede nell'innocenza di Cassus, ha capito che è colpevole e che per ostinazione vuole negare la verità, tuttavia dal momento che a breve morirà vuole concedergli la dignità di affrontare le sue responsabilità. Lyna entra nella grotta con l'intenzione di uccidere Cassus, infatti le persone a cui lui ha tolto la vita erano i suoi parenti, ma Hercules la convince a non commettere un omicidio, anche perché sarebbe inutile dato che a breve Cassus morirà comunque. Iolao trova Nico, vive insieme ad altri ragazzi, abbandonati e senza famiglia che vivono ai margini della comunità. Iolao lo convince a stare vicino a Cassus nei suoi ultimi momenti di vita, inoltre Nico rivela a Iolao che era stato Cassus ad abbandonarlo. Iolao picchia due uomini ubriachi che stavano importunando Lyna, infine Hercules rimprovera gli abitanti del villaggio per il loro cinismo in quanto si sono prodigati solo per celebrare l'imminente morte di Cassus, invece che dare a Lyna il sostegno di cui lei ha bisogno. Hercules mette Cassus davanti alla sua meschinità, egli non si è mai voluto assumersi le sue responsabilità, nemmeno con Nico. Alla fine Cassus ammette di aver ucciso quelle persone, era entrato nella loro casa per rubare e quando lo avevano colto in flagrante li ha uccisi sopraffatto dal panico. Cassus prega Nico di condurre una vita onesta, anche se non ha il diritto di dargli dei consigli, perlomeno desidera che non commetta i suoi stessi errori. Cassus muore quando dà a Hercules il permesso di sollevare il macigno che lo teneva in vita. La morte di Cassus non dà sollievo a Lyna la quale viene consolata da Hercules che le promette che col tempo superare questo trauma sarà più facile anche se il dolore non andrà mai via.

## Hercules e l'isola di Atlantide
- Titolo originale: Atlantis
- Diretto da: Gus Trikonis
- Scritto da: Alex Kurtzman e Roberto Orci

### Trama
Mentre Hercules è a bordo di una galea, l'imbarcazione viene colpita da quello che all'apparenza sembra un fulmine, la galea prende fuoco, quindi Hercules si getta in mare insieme agli altri marinai. Hercules si sveglia su una spiaggia, venendo soccorso da una donna di nome Cassandra, la quale gli spiega che quella in cui si trova è l'isola dove si eregge la città di Atlantide. Gli altri marinai sono scomparsi, Cassandra ipotizza che non siano sopravvissuti al naufragio. Cassandra rivela a Hercules che già sapeva che lo avrebbe conosciuto, aveva fatto un sogno premonitore che l'aveva avvisata di un'imminente minaccia che avrebbe portato Atlantide alla distruzione e che Hercules avrebbe salvato Cassandra. Quest'ultima porta Hercules al cospetto di Pantheus, il re di Atlantide, che però costringe Hercules a indossare l'himation, dato che le leggi di Atlantide impongono questo abbigliamento per gli uomini. Hercules non aveva mai visto un luogo come Atlantide, il loro progresso scientifico è impressionante, usano dei particolari cristalli che catalizzano energia con cui alimentare vari marchingegni, usano anche degli alianti per perlustrare l'isola. Cassandra rimane sbigottita quando Hercules le rivela di essere un semidio, infatti da tempo il popolo di Atlantide ha smesso di credere negli Dei, considerati solo un mito. Cassandra non vive nella città di Atlantide, preferisce una vita più ritirata, vive in una casa isolata ereditata dal padre, ad Atlantide i liberi pensatori non sono ben accetti e infatti Cassandra ha preferito sottrarsi alle leggi soffocanti di Atlantide. Una volta arrivati al cospetto di Pantheus, quest'ultimo preferisce ignorare gli avvertimenti di Cassandra, infatti il desiderio di Pantheus di credere nella razionalità ai limiti dell'ossessione, gli impedisce di dare credito ai sogni premonitori di Cassandra, che reputa eretici. Hercules passa la notte a casa di Cassandra che gli dà ospitalità, ma poi arrivano i cittadini di Atlantide che danno fuoco alla casa di Cassandra, poi increduli vedono Hercules salvarla attraversando le fiamme incolume. Gli abitanti di Atlantide sono confusi dalla forza sovrumana di Hercules tanto che Pantheus, vedendo nella figura di un semidio una minaccia al senso della razionalità con cui lui governa Atlantide, decide di catturare Hercules e Cassandra, manda infatti i suoi soldati a sequestrarli e uno di loro mette al tappeto Hercules usando uno scettro che proietta un raggio energetico. Una volta che Hercules e Cassandra vengono portati al cospetto di Pantheus, quest'ultimo mostra a Hercules un altro dei suoi marchingegni, che tramite i cristalli alimentati dai raggi solari, genera un fascio di energia, lo stesso che aveva fatto affondare la galea dove viaggiava Hercules: era stato Pantheus a farla affondare, inoltre non è stata la prima volta che lo ha fatto, lui ha sempre fatto affondare le galee che si avvicinavano ad Atlantide in modo che la loro comunità rimanga isolata. Pantheus fa rinchiudere un Hercules ammanettato in una stanza dove verrà ucciso da dei raggi di energia proiettati dal soffitto, ma Hercules fa in modo che i raggi energetici distruggano le sue manette, inoltre con la sua polsiera di metallo devia uno dei raggi energetici in modo da sfondare il muro ed evadere. Pantheus capisce che la minaccia predetta da Cassandra è probabilmente reale, ritenendo che il suo potere di preveggenza a conti fatti possa essere una buona risorsa: le propone un seggio nel consiglio di Atlantide se gli rivelerà quale minaccia incombe su Atlantide, ma Cassandra gli spiega che le sue visioni non le appaiono mai con chiarezza. Hercules trova una miniera dove i naufraghi delle varie galee colpite dal marchingegno di Pantheus lavorano come schiavi, non erano morti. Hercules li libera sconfiggendo le guardie, i marinai gli spiegano che dalle miniere si estraggono i cristalli di energia usati da Pantheus, adesso Hercules ha capito la vera natura della minaccia che distruggerà Atlantide: gli scavi minerari si sono estesi al punto tale che le fondamenta dell'isola hanno perso stabilità, Atlantide finirà con l'inabissarsi. Hercules porta i marinai in spiaggia e lì trovano le galee, non erano affondate, quindi le usano per fuggire, Hercules invece decide di rimanere ad Atlantide per salvare Cassandra. Due soldati di Pantheus attaccano Hercules con i loro alianti ma quest'ultimo fa in modo che si schiantino tra di loro. Hercules sconfigge gli uomini di Pantheus, mentre un terremoto colpisce Atlantide, ormai l'isola sta per sprofondare, Pantheus muore schiacciato dallo stesso marchingegno con cui aveva attaccato le galee. Hercules e Cassandra prendono uno degli alianti alimentati con i cristalli energetici e lo usano per volare via, raggiungendo una delle galee. Atlantide è distrutta con tutta la sua civiltà, Cassandra ringrazia Hercules per aver creduto in lei (al contrario degli abitanti di Atlantide) riconoscendo in lui un buon amico.
- Guest star: Claudia Black (Cassandra).